# قضيبية مقوسة سنانية
قضيبية مقوسة سنانية (الاسم العلمي: Curvibacter lanceolatus) هي نوع من البكتيريا، سلبية الغرام، تتبع جنس قضيبية مقوسة.